# Amenemopet (TT177)
Pour les articles homonymes, voir Amenemopet.
Amenemopet, scribe de la vérité du domaine d'Amon dans le Ramesséum, vivant sous le règne de Ramsès II, est le fils d'un homme nommé Nebqed, qui est scribe du sceau divin de la succession d'Amon.
Kitchen traduit les titres d'Amenemopet comme prêtre-lecteur d'Amon et scribe dans le temple de Ousermaâtrê-Setepenrê, dans le domaine d'Amon. Le père d'Amenemopet, Nebqed, est considéré comme un scribe du dieu du domaine d'Amon.

## Sépulture
La sépulture d'Amenemopet (TT177) est située à El-Khokha, dans la nécropole thébaine, sur la rive ouest du Nil.
La tombe contient une salle qui est décorée.